# Uthukkottai (Taluk)
Der Taluk Uthukkottai (Tamil: ஊத்துக்கோட்டை வட்டம்) ist ein Taluk (Subdistrikt) des Distrikts Tiruvallur im indischen Bundesstaat Tamil Nadu. Hauptort ist die namensgebende Stadt Uthukkottai.

## Geografie
Der Taluk Uthukkottai liegt im Zentrum des Distrikts Tiruvallur an der Grenze zum Nachbarbundesstaat Andhra Pradesh. Er grenzt an die Taluks Gummidipoondi im Nordosten, Ponneri im Osten und Tiruvallur im Süden. Im Nordwesten liegt die Bundesstaatsgrenze zu Andhra Pradesh.
Der Taluk Uthukkottai ist deckungsgleich mit dem Block Ellapuram. Seine Fläche beträgt 251 Quadratkilometer.

## Bevölkerung
Nach der Volkszählung 2011 hat der Taluk Uthukkottai 149.991 Einwohner. Der Taluk ist deutlich ländlich geprägt: 91,5 Prozent der Einwohner werden als ländliche und nur 8,5 Prozent als städtische Bevölkerung klassifiziert. Die Bevölkerungsdichte liegt bei 598 Einwohnern pro Quadratkilometer.

## Städte und Dörfer
Zum Taluk Uthukkottai gehören die folgenden Orte:
Städte:
- Uthukkottai

Dörfer:
| - Adhilivakkam - Akkarapakkam - Alapakkam - Alapakkam - Alinjivakkam - Amindanallur - Ammambakkam - Ananderi - Annadanakkakavakkam - Ariapakkam - Ariapakkam - Ariyathur - Athangikavanur - Athupakkam - Attrambakkam - Avicheri - Boochiathipattu - Chennakesavapuram - Chittraiyampakkam - Devandavakkam - Edambedu - Ellapuram - Enambakkam - Gerugambakkam | - Goonipalayam - Govindarajakuppam - Gurupuram - Kadarvedu - Kaiyadai - Kakkavakkam - Kalavai - Kalpattu - Kannigaipair - Katchur - Kilakarmanur - Koorambakkam - Korakkanthandalam - Kottakuppam - Kunjaram - Lachivakkam - Madavilagam - Maduravasal - Mambakkam - Mamballam - Mambattu - Manjankaranai - Melakaramanur - Melandur | - Melmaligaipattu - Meyyur - Moongilpattu - Mylapore - Nambakkam - Nayapakkam - Neiveli - Nelvoy - Oddappai - Pagalamedu - Palavakkam - Panapakkam - Panapakkam - Panayancheri - Paruthimerikuppam - Pennalurpet - Perandur - Perittivakkam - Periyapalayam - Perumudivakkam - Pondavakkam - Puducheri - Punnapakkam - Rallapadi | - Seeyancheri - Sengarai - Sengunram - Senjiagaram - Sennankaranai - Sirunai - Soolaimani - Thamaraikuppam - Thandalam - Tharatchi - Thimmaboopalapuram - Thirukkandalam - Thirunilai - Thoddareddykuppam - Tholavedu - Thumbakkam - Vadamadurai - Vadathillai - Vannankuppam - Velagapauram - Velapakkam - Vellathukottai - Vembedu |